# New Site (Alabama)
New Site es un pueblo ubicado en el condado de Tallapoosa en el estado estadounidense de Alabama. En el censo de 2000, su población era de 848.

## Demografía
En el 2000 la renta per cápita promedia del hogar era de $ 29.167$, y el ingreso promedio para una familia era de 37.396$. El ingreso per cápita para la localidad era de 14.113$. Los hombres tenían un ingreso per cápita de 25.977$ contra 20.109$ para las mujeres.

## Geografía
New Site está situado en 33°1′49″N 85°47′12″O / 33.03028, -85.78667 (33.030281, -85.786721).
Según la Oficina del Censo de los EE. UU., la ciudad tiene un área total de 9.77 millas cuadradas (25.30 km²).